# Památné lípy a kaštany na Mužském
Skupina 3 lip malolistých (Tilia cordata) a 31 jírovců (Aesculus hippocastanum) se nachází na návsi ve vesnici Mužský (část obce Boseň) asi 5 km východně od města Mnichovo Hradiště v okrese Mladá Boleslav.
Památné stromy byly vyhlášeny rozhodnutím SCHKO Český ráj č. 341 z 1. 7. 1994. Ošetřeny v roce 1996.
- Stáří: lípy kolem 100 let, jírovce rovněž
- Obvod: lípy 1,85–2,15 m, jírovce 1,6–3,05 m
- Výška: lípy 18 m, jírovce 17–20 m
- Ev. č. ústř. seznamu OP 207035

## Památné a významné stromy vokolí
- Boseňská lípa (1,9 km jz.)
- Dub u Oběšence (1,7 km sv.)
- Dub v Dubech (3,8 km v.)
- Duby u Loukova (4,0 km s.)
- Duby v Rohanské oboře (4,5 km v.)
- Havlíčkův dub (Žďár) (4,1 km vsv.)
- Lípy u kostela (Boseň) (významné stromy, zas. 1801, 2,5 km jjz.)
- Lípa u rybářů (3,9 km sv.)